# Petra Langrová
Petra Píchalová Langrová (Prostějov, 27 giugno 1970) è un'ex tennista cecoslovacca, successivamente ceca.

## Carriera
In carriera ha vinto un titolo in singolare e 5 titoli di doppio.
In Fed Cup ha disputato un totale di 8 partite, ottenendo 6 vittorie e 2 sconfitte.

## Statistiche

### Singolare

#### Vittorie (1)
| Numero | Anno              | Torneo               | Superficie  | Avversaria in finale | Punteggio |
| 1.     | 25 settembre 1988 | Clarins Open, Parigi | Terra rossa | Sandra Wasserman     | 7-6, 6-2  |

### Singolare

#### Finali perse (1)
| Numero | Anno             | Torneo                     | Superficie | Avversaria in finale      | Punteggio |
| 1.     | 17 febbraio 1991 | Generali Ladies Linz, Linz | Sintetico  | Manuela Maleeva-Fragnière | 4-6, 6-7  |

### Doppio

#### Vittorie (5)
| Numero | Anno              | Torneo                                       | Superficie  | Compagna        | Avversarie in finale                | Punteggio     |
| 1.     | 16 settembre 1990 | WTA Austrian Open, Kitzbühel                 | Terra rossa | Radka Zrubáková | Sandra Cecchini Patricia Tarabini   | 6–0, 6–4      |
| 2.     | 14 luglio 1991    | Internazionali Femminili di Palermo, Palermo | Terra rossa | Mary Pierce     | Laura Garrone Mercedes Paz          | 6–3, 6–7, 6–3 |
| 3.     | 22 settembre 1991 | Clarins Open, Parigi                         | Terra rossa | Radka Zrubáková | Alexia Dechaume Julie Halard        | 6–4, 6–4      |
| 4.     | 27 settembre 1992 | WTA Bayonne, Bayonne                         | Terra rossa | Linda Ferrando  | Claudia Kohde Kilsch Stephanie Rehe | 1–6, 6–3, 6–4 |
| 5.     | 16 luglio 1995    | Internazionali Femminili di Palermo, Palermo | Terra rossa | Radka Bobková   | Petra Schwarz Katarína Studeníková  | 6–4, 6–1      |

### Doppio

#### Finali perse (5)
| Numero | Anno             | Torneo                                       | Superficie  | Compagna         | Avversarie in finale                      | Punteggio     |
| 1.     | 17 febbraio 1991 | Generali Ladies Linz, Linz                   | Sintetico   | Radka Zrubáková  | Manuela Maleeva-Fragnière Raffaella Reggi | 4-6, 6-1, 3-6 |
| 2.     | 26 aprile 1992   | Malaysian Women's Open, Kuala Lumpur         | Cemento     | Rika Hiraki      | Isabelle Demongeot Natalija Medvedjeva    | 6-2, 4-6, 1-6 |
| 3.     | 10 maggio 1992   | Belgian Open, Waregem                        | Terra rossa | Elena Brjuchovec | Manon Bollegraf Caroline Vis              | 4-6, 3-6      |
| 4.     | 12 luglio 1992   | Internazionali Femminili di Palermo, Palermo | Terra rossa | Ana Segura       | Halle Cioffi María José Gaidano           | 3-6, 6-4, 3-6 |
| 5.     | 2 maggio 1993    | Taranto Open, Taranto                        | Terra rossa | Mercedes Paz     | Debbie Graham Brenda Schultz              | 0–6, 4–6      |